# The Master of the Bengals
The Master of the Bengals è un cortometraggio muto del 1915 diretto da Louis Chaudet.

## Produzione
Il film fu prodotto dalla Selig Polyscope Company.

## Distribuzione
Distribuito dalla General Film Company, il film - un cortometraggio in una bobina - uscì nelle sale cinematografiche statunitensi il 28 agosto 1915.